# Meister von Kirchdrauf
Der Meister von Kirchdrauf (auch Meister von Szepesváralja genannt) war ein namentlich unbekannter Maler der Spätgotik. Er war um 1480/90 im nordslowakischen Raum tätig und gilt als einer der bedeutendsten Zipser Meister. Seinen Notnamen erhielt er nach den Altartafeln, die für den Hochaltar der Kirche St. Martin in Kirchdrauf (slowakisch Spišské Podhradie; ungarisch Szepesváralja) entstanden.